# Wulpisca imbecilla
Wulpisca imbecilla är en tvåvingeart som först beskrevs av Wulp 1896.  Wulpisca imbecilla ingår i släktet Wulpisca och familjen köttflugor. Inga underarter finns listade i Catalogue of Life.